# Zeineb Benzina
Zeineb Benzina (Zeïneb Benzina Ben Abdallah) nacida en Túnez, Túnez, es una arqueóloga, y directora de investigaciones del Institut national du patrimoine  (en inglés: National Heritage Institute) con sede en Túnez.Es autora y coautora de numerosas publicaciones de investigación sobre el antiguo Túnez y el norte de África, y es experta en el África romana, Cartago en particular.    Es hija de la Dra. Tewhida Ben Sheikh, la primera médica del mundo árabe .